# 煤精印

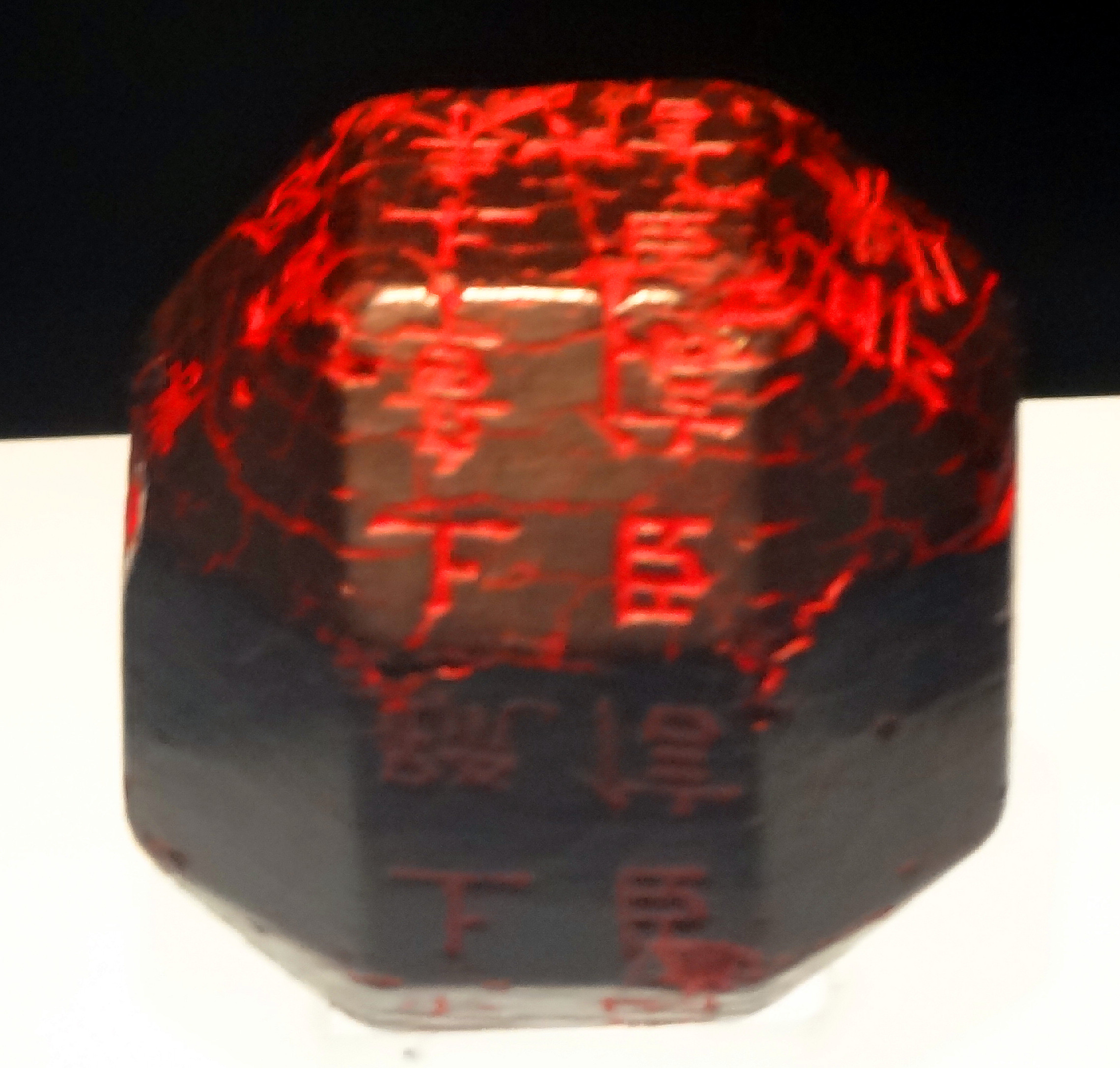
独孤信多面体煤精组印

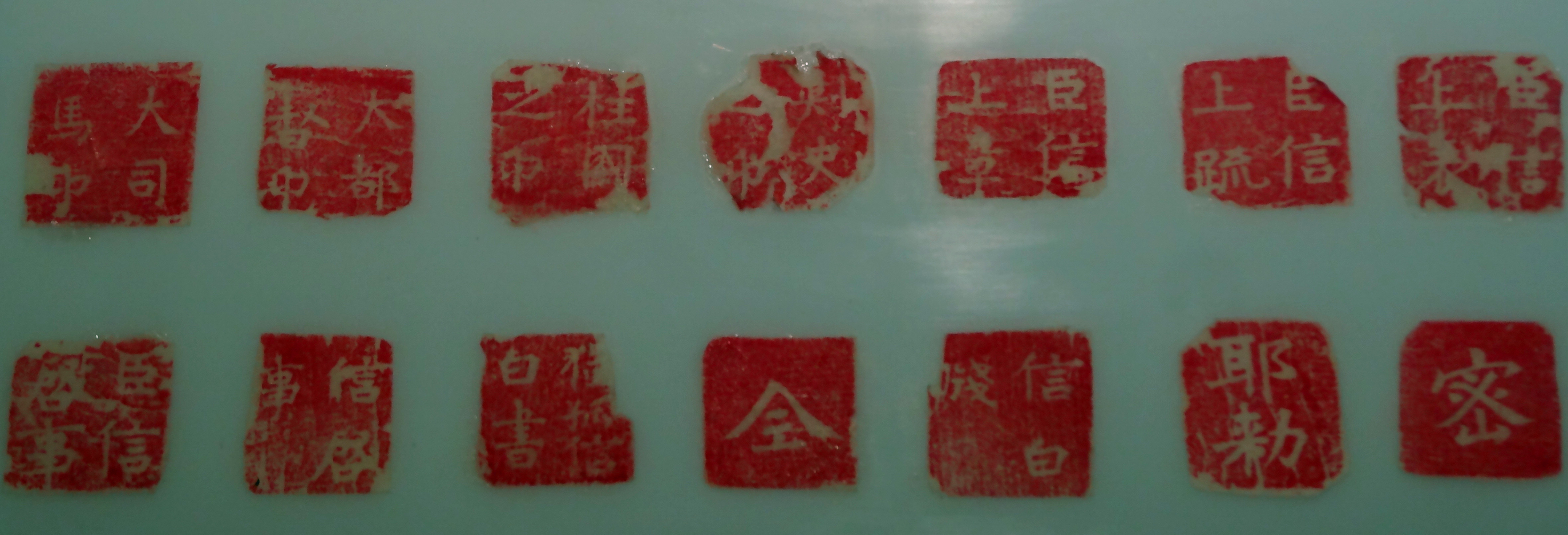
煤精印上镌刻的14个印面

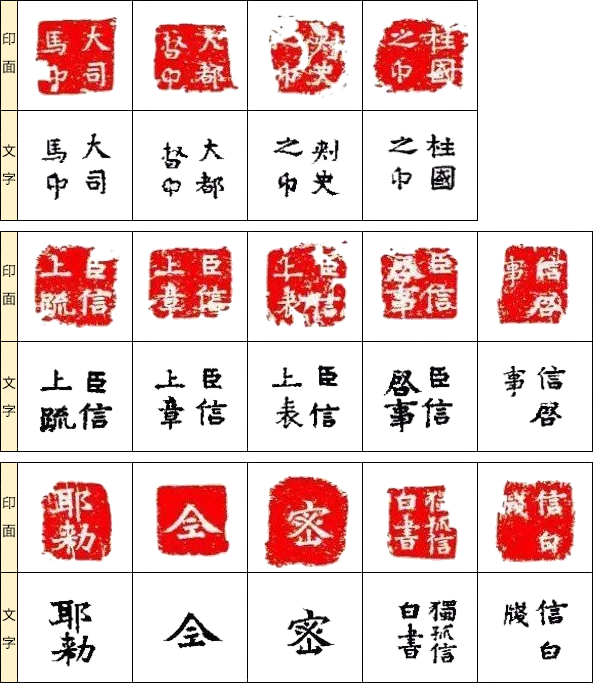
印面的印文有：「大司馬印」、「大都督印」、「刺史之印」、「柱國之印」、「臣信上疏」、「臣信上章」、「臣信上表」、「臣信啓事」、「信啓事」、「耶勅」、「令」、「密」、「獨孤信白書」、「信白牋」。

煤精印，或称独孤信多面体煤精组印，1981年在陕西省安康地區旬阳县（今陝西省安康市旬陽市）出土的一枚中国古代印章，其主人是西魏名将独孤信，由煤精制成，呈八棱二十六面球体，其中正方形面18个，三角形面8个，正方形面中的14个镌刻有印文。印面边长均为2厘米，通体高4.5厘米，宽4.35厘米，重75.7克。该印章是已发现的印面最多的中国古代多面体印章。现藏于陕西历史博物馆。

## 发现
1981年11月9日傍晚，陕西省安康地區旬阳县（今陝西省安康市旬陽市）旬阳中学一个名叫宋清的学生在放学回家的路旁的碎石中捡到了煤精印，当时他并不知晓这是什么东西，仅觉得似乎是个文物，将其送到了旬阳县文化馆，交给了县文化馆文物组的工作人员。虽然文物工作者后来识别出了它的材质，并认出了它是一枚印章，但不清楚其朝代，也不清楚其主人是谁，所以并未对其有多少重视，它被陈列在了博物馆内一个不起眼的角落里。直至十年后，被西安市文史研究馆研究员王翰章认出它是西魏名将独孤信的印章，才使该印章从此名声大噪。

## 印文
煤精印上14个的印文分别是“臣信上疏”、“臣信上章”、“臣信上表”、“臣信啓事”、“大司馬印”、“大都督印”、“刺史之印”、“柱國之印”、“耶勅”、“信啓事”、“信白牋（箋）”、“密”、“令”、“獨孤信白書”。这些印文包括了从一字印到五字印的五种印文格式，功能上则囊括了公文、上书、书信等多种印章功能，反映了当时印章职能已经分化。此外，印面上共计47个印文皆为阴文楷书，它的发现证明早在南北朝时期，古人已经开始在印章中使用楷书，纠正了原先学界关于楷书入印最早为隋唐时期的观点。

## 材质
煤精印的材质为煤精，又称煤精石、煤玉、黑玉、黑碳石等，是一种不透明、光泽强的黑色有机宝石，由碳和有机质组成，存在于沉积岩中，是远古树木在温度和压力作用下分解而成。在中国古代，有身份的文人墨客们常用煤精石制作文房用品，比如笔筒、砚台等，同时还有制作串珠、陈设品等工艺用品。但使用煤精制作印章十分罕见，所以这枚印章被直接称呼为“煤精印”。